# Florida City
Florida City é uma cidade localizada no estado americano da Flórida, no condado de Miami-Dade. Foi incorporada em 1914.

## Geografia
De acordo com o United States Census Bureau, a cidade tem uma área de 15,6 km², onde 15,4 km² estão cobertos por terra e 0,2 km² por água.

### Localidades na vizinhança
O diagrama seguinte representa as localidades num raio de 16 km ao redor de Florida City.

## Demografia
Segundo o censo nacional de 2010, a sua população é de 11 245 habitantes e sua densidade populacional é de 729,7 hab/km². Possui 3 792 residências, que resulta em uma densidade de 246,1 residências/km².